# Пасивний елемент (електроніка)
Пасивний елемент (складник) або пасивний компонент електронної техніки (англ. Passive Component) — елемент, що працює без зовнішніх джерел живлення. Вхідні сигнали передаються на вихід, відтворюючи закон часової залежності, без підсилення. Властивості цих елементів (у більшості випадків) не залежать від полярності прикладеної напруги або напрямку струму, який протікає.

## Вступ
Пасивність — це властивість технічних систем, яка найчастіше зустрічається в аналоговій електроніці та системах керування. Переважно, розробники аналогових схем, використовують пасивність для позначення послідовно пасивних складників і систем, які не здатні до збільшення потужності. Натомість, інженери мереж керування будуть вживати пасивність для позначення термодинамічно пасивних систем, які споживають, але не виробляють енергію. Як такий — без контексту чи визначника, термін пасивний є неоднозначним.
Електронна схема, яка цілком складається з пасивних складників, називається пасивним електричним колом і має такі ж властивості, що й пасивний компонент.
Перелік пасивних елементів досить широкий (хоча, можливо, і не настільки розлогий, як номенклатура активних). До них відносять резистори, конденсатори, індуктивні компоненти, елементи комутації та інші складники.
Пасивні елементи можна класифікувати за низкою ознак: призначенням, діапазонами частот, потужністю розсіювання, матеріалами і технологією виготовлення, точністю відтворення номінальних значень параметрів. Вони можуть мати сталі й змінні (регульовані) показники. З цією ознакою пов'язані принципові відмінності в їхніх улаштуваннях. Елементи зі змінними параметрами, здебільшого, значно дорожчі, мають більші габарити й масу.
Пристрій, який не є пасивним, називається активним компонентом.

## Перелік
Цей список є неповним. Запрошуємо доповнити його.

### Резистори
- Резистор постійний:
  - Резистор (поверхневого (SMD) чи наскрізного (THT) монтажу);
  - Потужні резистори (Chassis Mount);
  - Резисторні масиви SIP або DIP;
- Змінний резистор:
  - Реостат;
  - Потенціометр;
  - Налаштовний резистор;
  - Термістор;
  - Волого-резистор;
  - Фоторезистор;
  - Мемристор;
  - Варистор;
  - Високоомний дріт;
- Нагрівальний елемент;

### Конденсатор
- Інтегровані конденсатори:
  - МДН (метал-діелектрик-напівпровідник) — конденсатор (MIS capacitor);
  - Рівчаковий конденсатор (trench capacitor);
- Постійні конденсатори:
  - Керамічний конденсатор;
  - Плівковий конденсатор;
  - Електролітичний конденсатор;
  - Алюмінієвий електролітичний конденсатор;
  - Танталовий електролітичний конденсатор;
  - Ніобієвий електролітичний конденсатор;
  - Полімерний конденсатор;
  - Іоністор;
  - Нано-іонний суперконденсатор;
  - Літій-іонний конденсатор;
  - Слюдяний конденсатор;
  - Вакуумний конденсатор;
- Змінні конденсатори:
  - Налаштовний конденсатор;
  - Вакуумний змінний конденсатор;
- Спеціальні конденсатори:
  - Силовий конденсатор;
  - Конденсатор безпеки;
  - Фільтр-конденсатор;
  - Світлодіодний конденсатор;
  - Моторний конденсатор;
  - Фото-конденсатор;
  - Резервуарний конденсатор;
- Масив конденсаторів;
- Варикап;

### Магнітноіндуктивні прилади
- Індуктор, котушка, дросель;
- Змінний індуктор;
- Насичений індуктор;
- Трансформатор;
- Магнітний підсилювач (тороїд);
- Феритові фільтри, малі феритові фільтри (beads);
- Мотор / Генератор;
- Соленоїд;
- Гучномовець, мікрофон, зумер;

### Мультикомпонентні системи
- RC - фільтр;
- LC - фільтр;

### Перетворювачі, датчики, детектори
- Положення та руху:
  - Диференційний трансформатор для вимірювання лінійних переміщень (LVDT);
  - Давач кута повороту, вал-енкодер;
  - Інклінометр;
  - Давач руху;
  - Витратомір або потоковий лічильник;
- Сили, крутного моменту:
  - Тензодавач;
  - Акселерометр;
- Термічні:
  - Термопара;
  - Термістор;
  - Детектор температури;
  - Болометр;
  - Термореле;
  - Модуль Пельтьє;
- Магнітне поле:
  - Магнітометр;
- Вологість:
  - Гігрометр;

### Антени
- Елементарний диполь;
- Хвильовий канал;
- Фазована антенна решітка;
- Антена петля;
- Параболічна антена;
- Логоперіодична антена;
- Біконічна антена;
- Опромінювач;

### Коливальні
- Осцилятори;
- Резонатори;
- Кварцеві фільтри;

### Комутаційні
- Провідник;
- Роз'єм;
- Конектор;
- Макетна плата;

### Інші
- Радіатори; тощо